# Benjamin Disraeli
Benjamin Disraeli (Londen, 21 december 1804 – Mayfair, 19 april 1881) was een Britse staatsman van de Conservatieve Partij. Hij was tweemaal premier, in 1868 en van 1874-1880.

## Levensloop

### Jeugd
Hij was de tweede van vijf kinderen van de Joodse letterkundige Isaac D'Israeli en Maria Basevi. In 1817 bekeerde zijn vader zich tot de Anglicaanse Kerk, waarna hij zijn vijf kinderen liet dopen. Van 1824 tot 1831 studeerde Benjamin Disraeli rechten aan Lincoln's Inn, waarna hij door Europa en door Arabië reisde. Tijdens zijn reis door Arabië liep hij de geslachtsziekte gonorroe op en hierdoor moest hij bij zijn terugkeer in Engeland een kwikbehandeling krijgen. Door zijn gonorroe werd hij onvruchtbaar, wat een verklaring is voor zijn kinderloosheid. Na het einde van zijn reizen werd hij echter geen advocaat, maar net als zijn vader voltijds schrijver. Reeds in april 1826 publiceerde hij zijn eerste roman, waarbij hij 200 pond verdiende en in 1825 was hij medeoprichter van de krant The Representation.

### Begin van zijn politieke loopbaan

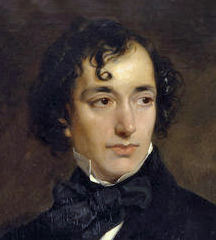
De jonge Benjamin Disraeli.

In 1832 stelde Disraeli zich als onafhankelijke radicaal kandidaat voor het House of Commons, maar werd niet verkozen. Na drie mislukte pogingen besloot hij om in 1835 toe te treden tot de conservatieve Torypartij.
In 1835 noemde Disraeli de belangrijke Ierse politicus Daniel O'Connell in zijn krant een verrader en een brandstichter en dit leidde tot een duel tussen de twee. De politie kwam echter tussenbeiden en Disraeli werd gearresteerd om de vrede te bewaren. De twee zouden elkaar later terug ontmoeten in het parlement en in een hevig debat verwees O'Connell minachtend naar Disraeli's joodse afkomst
In het jaar 1835 had hij een reeks publicaties achter zijn naam: The Voyage of Captain Popanilla (1828), The Young Duke (1831), Contarini Fleming (1832), The Wondrous Tale of Alroy en The Rise of the Iskander (1833) en A Year at Hartlebury (1834). Het waren "silver fork novels", romans die zich afspeelden in de zeer welgestelde milieus, waar rijkdom geldt als een verdienste.
In 1835 schreef hij het politiek pamflet Een Rechtvaardiging van de Britse Grondwet in een Brief aan een Edelman en een Geleerde Heer door Disraeli de Jongere. In veertien anonieme artikelen in The Morning Post viel hij ook de Municipal Corporations Bill aan, waarbij het aantal kieskringen met weinig kiezers drastisch verminderd werd om zo de invloed van grootgrondbezitters in te perken. In 1836 schreef hij onder de naam "Runnymede" ook negentien brieven in The Times, waarin hij spotte met ministers in de regering onder leiding van Lord Melbourne. Deze activiteiten zette hij ook verder toen hij in het parlement verkozen werd.

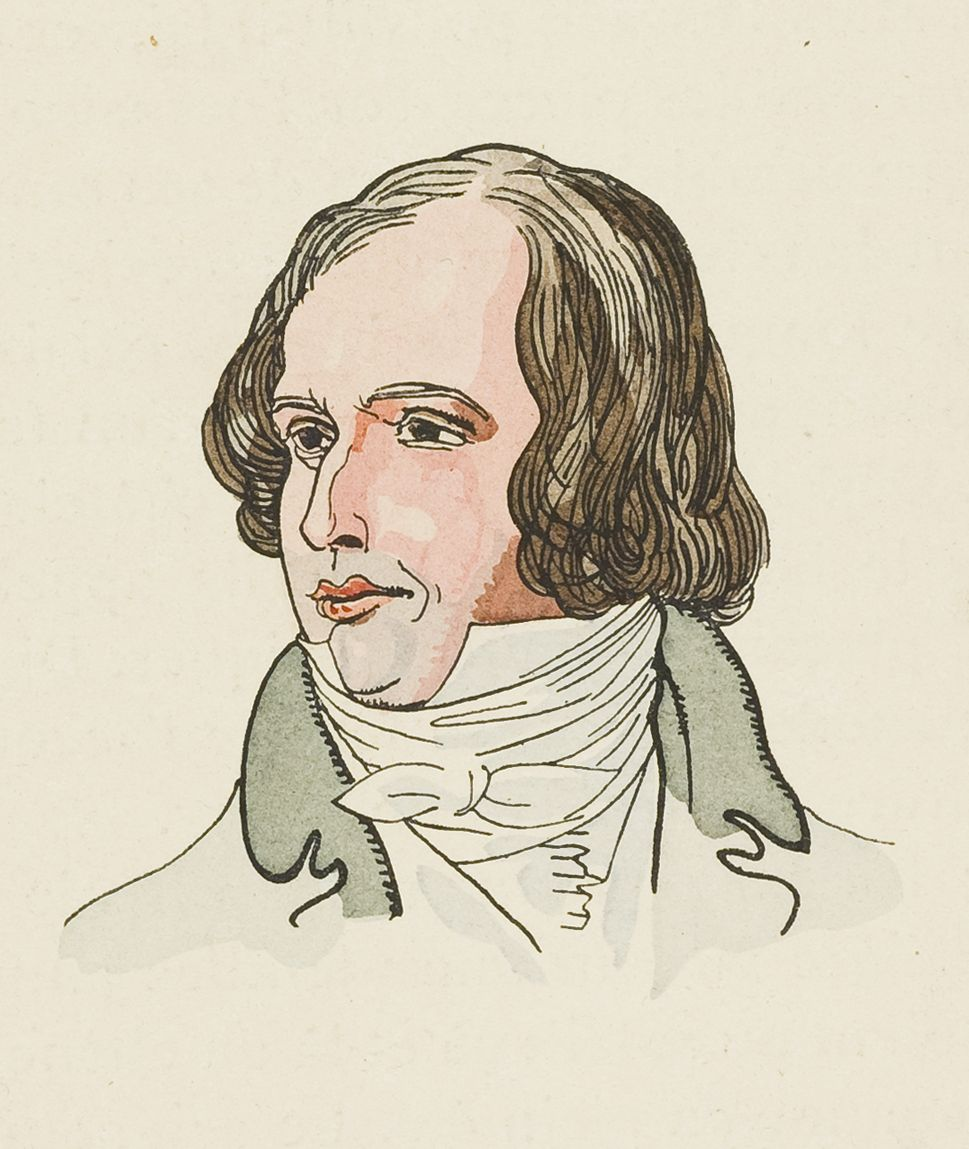
Benjamin Disraeli

In juli 1837 werd hij verkozen in het House of Commons. Zijn eerste toespraak over de verkiezingen in Ierland mislukte doordat hij steeds onderbroken werd. Hij eindigde zijn toespraak met de uitspraak: "Ik ga nu neerzitten, maar de tijd zal komen dat jullie naar mij zullen luisteren." Zijn tweede toespraak twee weken later was erg fel en kreeg daardoor grote aandacht.
In augustus 1839 huwde hij met Mary Anne Wyndham Lewis, een 12 jaar oudere weduwe. Disraeli moest hierdoor vaak omgaan met de roddel dat hij alleen met haar getrouwd was voor het geld. In brieven die het echtpaar naar elkaar schreef, bleek dat de twee uit liefde met elkaar getrouwd waren en Disraeli plaagde zijn vrouw soms met de roddels van de publieke opinie.
In 1839 vond de eerste actie van het chartisme plaats, een beweging die algemeen stemrecht opeiste. In een parlementair debat hiervoor gaf Disraeli zijn steun aan deze beweging en was in juni 1840 een van de vijf parlementsleden die protesteerden tegen de strenge straffen tegen de leiders van deze beweging.
De verkiezingen van 1841 werden gewonnen door de Conservative Party en Robert Peel werd de nieuwe premier. Disraeli vroeg aan Peel een ministerpost, maar hij werd niet in de regering opgenomen. Vervolgens koos hij in het parlement de zijde van "Young England", een groep jonge aristocraten die bij de verkiezingen van 1841 voor het eerst verkozen worden en geleid werden door George Smythe. Andere leden waren Lord John Manners en Alexander Baillie-Cochrane. Deze jonge parlementsleden verlangden naar de terugkeer naar de "gouden tijden" van de landbouwmaatschappij, waar het paternalisme en de eerbied heersten en waarbij de maatschappij voor de inkomsten van de aristocratie zorgde in een land waar rechtvaardigheid en vrede heersten. Deze conservatieve groep werd in 1844 opgeheven.
In 1845 verzette Disraeli zich in het parlement hevig tegen het plan van Peel om de Graanwetten af te schaffen en richtte samen met een aantal conservatieve parlementsleden een protectionistische groep op. Deze groep leidde het verzet tegen premier Peel, maar Peel slaagde er toch in om de Graanwetten af te schaffen. In juni 1846 viel de regering-Peel echter over de Irish Coercion Act die werd ingevoerd om de publieke wanorde in Ierland tegen te gaan.
Vervolgens kwam een Whig-regering onder leiding van John Russell aan de macht. Disraeli steunde de regering toen ze de burgerlijke ongelijkheid waar de joden nog steeds mee kampten wilde afschaffen. Dit zou hij blijven doen tot deze wet in 1856 werd goedgekeurd.

### Minister van Financiën

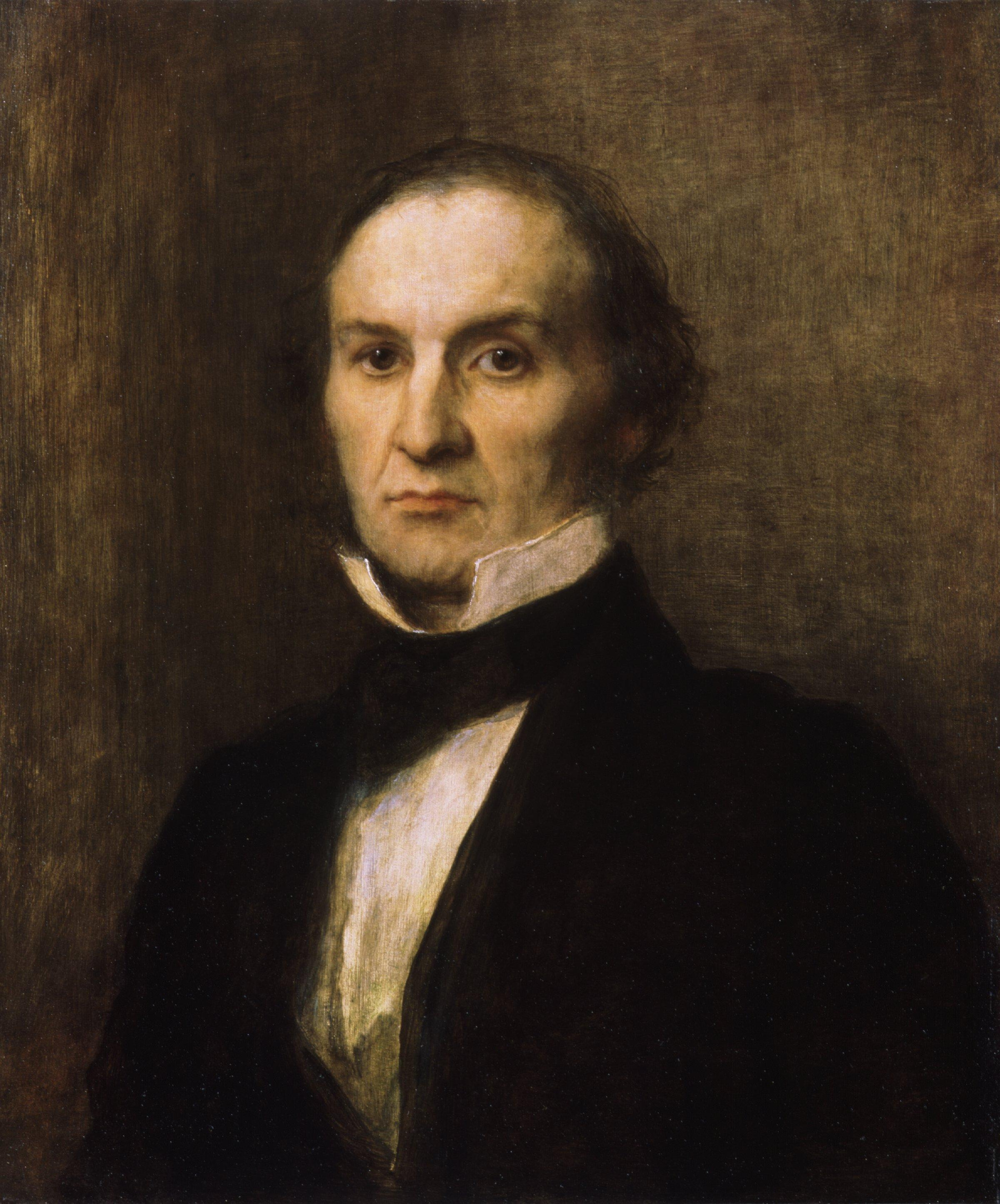
William Ewart Gladstone, bijna 30 jaar lang de belangrijkste politieke rivaal van Benjamin Disraeli.

In februari 1852 werd hij minister van Financiën in de regering onder leiding van de graaf van Derby. Toen hij zijn eerste begroting aan het parlement voorstelde, werd hij steeds onderbroken door William Ewart Gladstone. Door Gladstone werd de begroting van Disraeli verworpen en dit betekende het begin van het parlementaire conflict en de politieke rivaliteit tussen de twee. De regering-Derby viel hierdoor eind 1852 en de Conservatives belandden terug in de oppositie. Daarna kwamen de Whigs terug in de regering, die geleid werd door Graaf Aberdeen en Gladstone werd in deze regering minister van Financiën.
De regering-Aberdeen leidde Groot-Brittannië door de Krimoorlog, die in 1854 uitbrak. De regering viel in 1855 echter na kritiek over Aberdeens mild oorlogsbeleid en Lord Palmerston werd de nieuwe premier. In februari 1858 kwamen de Conservatives terug aan de macht en vormde Derby zijn tweede regering. In deze regering werd Disraeli opnieuw minister van Financiën, maar de regering viel al in juni 1859 nadat Derby's Reform Bill door het parlement werd verworpen.
Na zeven jaar oppositie werd hij in 1866 nogmaals minister van Financiën in de derde regering van Derby. Disraeli diende een nieuwe Reform Bill in het parlement in om zo meer steun bij de Conservatives te verkrijgen. Nadat de wet door het parlement werd goedgekeurd, nam Derby in februari 1868 wegens gezondheidsproblemen ontslag als premier.

### Premierschappen
Disraeli volgde Derby op als premier. Door de kieshervorming werden in december 1868 nieuwe verkiezingen gehouden, waarbij de liberalen wonnen. Hierdoor eindigde zijn eerste ambtstermijn al na tien maanden en hij werd opgevolgd door Gladstone. In december 1872 overleed zijn vrouw.
Bij de verkiezingen van 1874 wonnen opnieuw de Conservatives en Disraeli begon in februari 1874 aan zijn tweede ambtstermijn als premier. Als premier diende hij in het parlement verschillende wetten in. In 1876 werd hij lid van het House of Lords nadat hij als graaf van Beaconsfield en burggraaf Hughenden in de adel werd verheven en in 1878 werd hij toegelaten tot de Orde van de Kousenband.
In het parlement werd Disraeli door Gladstone bekritiseerd omdat zijn buitenlandse politiek te veel neigde naar het Ottomaanse Rijk. Zo noemde Disraeli de krantenberichten over de wreedheden die de Ottomanen tijdens de opstand in Bulgarije begingen overdreven, wat tot hevige kritiek van de oppositie leidde. Ook brak in 1877 de Russisch-Turkse Oorlog uit, waarbij Groot-Brittannië de zijde van het Ottomaanse Rijk koos. Deze werd gewonnen door Rusland en leidde in 1878 tot het Congres van Berlijn, waarbij Disraeli en Salisbury de belangen van Groot-Brittannië verdedigen. Deze besprekingen leidden tot de Vrede van Berlijn, waarbij Disraeli claimde dat hij met eer voor vrede had gezorgd.
In tegenstelling tot Gladstone, die een zuinige en vreedzame regering voorstond, was Disraeli een "imperialist" in hart en nieren. Zo bestreed hij de Zoeloes in Zuid-Afrika. Van autonomie voor de opstandige Ieren wilde hij niets weten. In 1876 redde hij Egypte van een staatsbankroet door de 50% Egyptische aandelen in het Suezkanaal te kopen. Daarmee maakte hij de Britse belangen in Egypte zo groot, dat het Verenigd Koninkrijk zich sindsdien voortdurend met dat land moest bemoeien.
In april 1880 verloren de conservatieven de verkiezingen en werd Gladstone opnieuw premier. Vervolgens werd Disraeli opnieuw oppositieleider. Hij had echter al last van gezondheidsproblemen en stierf één jaar later, waarna Salisbury de nieuwe leider van de conservatieven werd.

## Schrijver
Voor en in het begin van zijn politieke loopbaan schreef hij een aantal romans, waarvan er enkele aanzienlijke populariteit bereikten, onder meer de autobiografische roman Vivian Grey (1826), de politieke sleutelroman Coningsby (1844), en de tendensroman Sybil, or The Two Nations (1845) over de slechte sociale omstandigheden van de werkende klasse in Engeland.
Ook redigeerde hij een heruitgave in zes banden van een groot deel van de werken van zijn vader.

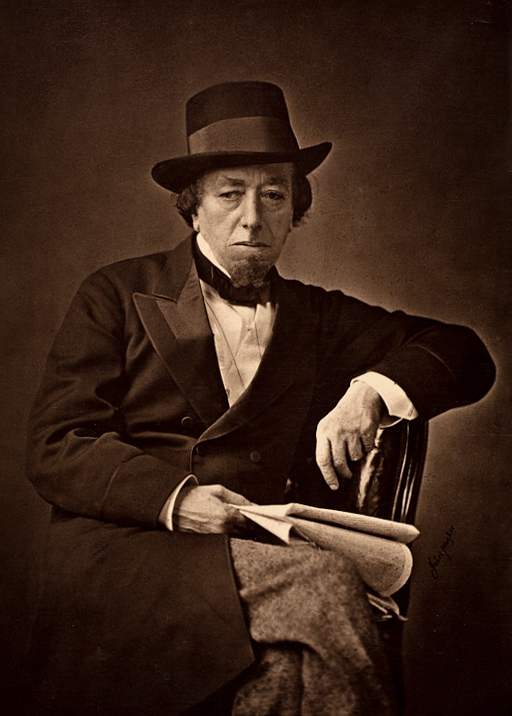
Disraeli in 1878. Als premier van het Verenigd Koninkrijk bouwde hij een goede band op met koningin Victoria en schonk haar het keizerschap van India.

## Tegenstelling tot Gladstone
Koningin Victoria kon het met de charmeur Disraeli veel beter vinden dan met de stijve Gladstone. Disraeli zou eens hebben gezegd dat ieder mens van vleierij houdt en dat je, wanneer het om vorstelijke personen gaat, die vleierij het best maar met hele scheppen tegelijk kon opdienen. Met achter zich een indrukwekkend oeuvre sprak hij de vorstin, die een boekje had gemaakt over haar vakanties in Schotland, aan met "wij schrijvers, mevrouw". De zet waarmee hij Victoria helemaal voor zich wist te winnen was het initiatief tijdens zijn tweede premierschap om haar op 1 januari 1877 te laten uitroepen tot keizerin van India.

## Primrose League
De primrose was Disraeli's lievelingsbloem. Victoria stuurde die hem uit de tuinen van Windsor Castle en Osborne House, en ze stuurde ze ook naar zijn begrafenis. Toen zijn aanhangers zich verenigden om zijn eerste jaargedachtenis te organiseren, besloten ze tot de oprichting van de "Primrose League". Zijn sterfdag kreeg de naam "Primrose Day". Door lezingen en boekuitgaves hield de liga het sociaal-culturele gedachtegoed van Disraeli nog een eeuw overeind. Pas in 2004 is ze opgeheven.

## Trivia
Bekend is de - onterecht aan hem toegeschreven - uitspraak: "Er zijn drie soorten leugens: leugens, verdomde leugens en statistieken".
- Bibsys: 90051640
- Biblioteca Nacional de España: XX893486
- Bibliothèque nationale de France: cb11930361h (data)
- Biografisch Portaal: 02385387
- Catàleg d'autoritats de noms i títols de Catalunya: 981058525212606706
- CiNii: DA01003365
- Gemeinsame Normdatei: 118526014
- International Standard Name Identifier: 0000 0001 2279 6693
- Library of Congress Control Number: n78095587
- Nationale Bibliotheek van Letland: 000049918
- Bibliotheek van het Japanse parlement: 00432613
- Nationale Bibliotheek van Tsjechië: jn19990001792
- Nationale bibliotheek van Australië: 36172675
- Nationale Bibliotheek van Israël: 987007260552505171
- Nationale Bibliotheek van Polen: a0000001183833
- Nationale en Universitaire bibliotheek Zagreb: 000071388
- Nederlandse Thesaurus van Auteursnamen: 068845448
- Istituto Centrale per il Catalogo Unico: CFIV083906
- LIBRIS: 183034
- SNAC: w67j27f0
- Système universitaire de documentation: 027212343
- Trove: 1223834
- Union List of Artist Names: 500257111
- Virtual International Authority File: 49233448
- WorldCat: E39PBJrWBCtcgPWHqvyhfHgHYP

Walpole · 
Compton · 
Pelham · 
Pelham-Holles · 
Cavendish · 
Stuart · 
G. Grenville · 
Charles Watson-Wentworth · 
Pitt de Oudere · 
FitzRoy · 
North · 
Petty · 
Cavendish-Bentinck · 
Pitt de Jongere · 
Addington · 
W.W. Grenville · 
Perceval · 
Jenkinson · 
Canning · 
Robinson · 
Wellesley · 
Grey · 
Lamb · 
Peel · 
Russell · 
Smith-Stanley · 
Hamilton-Gordon · 
Temple · 
Disraeli · 
Gladstone · 
Gascoyne-Cecil · 
Primrose · 
Balfour · 
Campbell-Bannerman · 
Asquith · 
Lloyd George · 
Law · 
Baldwin · 
MacDonald · 
Chamberlain · 
Churchill · 
Attlee · 
Eden · 
Macmillan · 
Douglas-Home · 
Wilson · 
Heath · 
Callaghan · 
Thatcher · 
Major · 
Blair · 
Brown · 
Cameron · 
May · 
Johnson · 
Truss ·
Sunak ·
Starmer